# Mantoida ronderosi
Mantoida ronderosi är en bönsyrseart som beskrevs av Scott LaGreca 1990. Mantoida ronderosi ingår i släktet Mantoida och familjen Mantoididae. Inga underarter finns listade i Catalogue of Life.